# Trieces truncatus
Trieces truncatus là một loài tò vò trong họ Ichneumonidae.